# Hermann Dostal

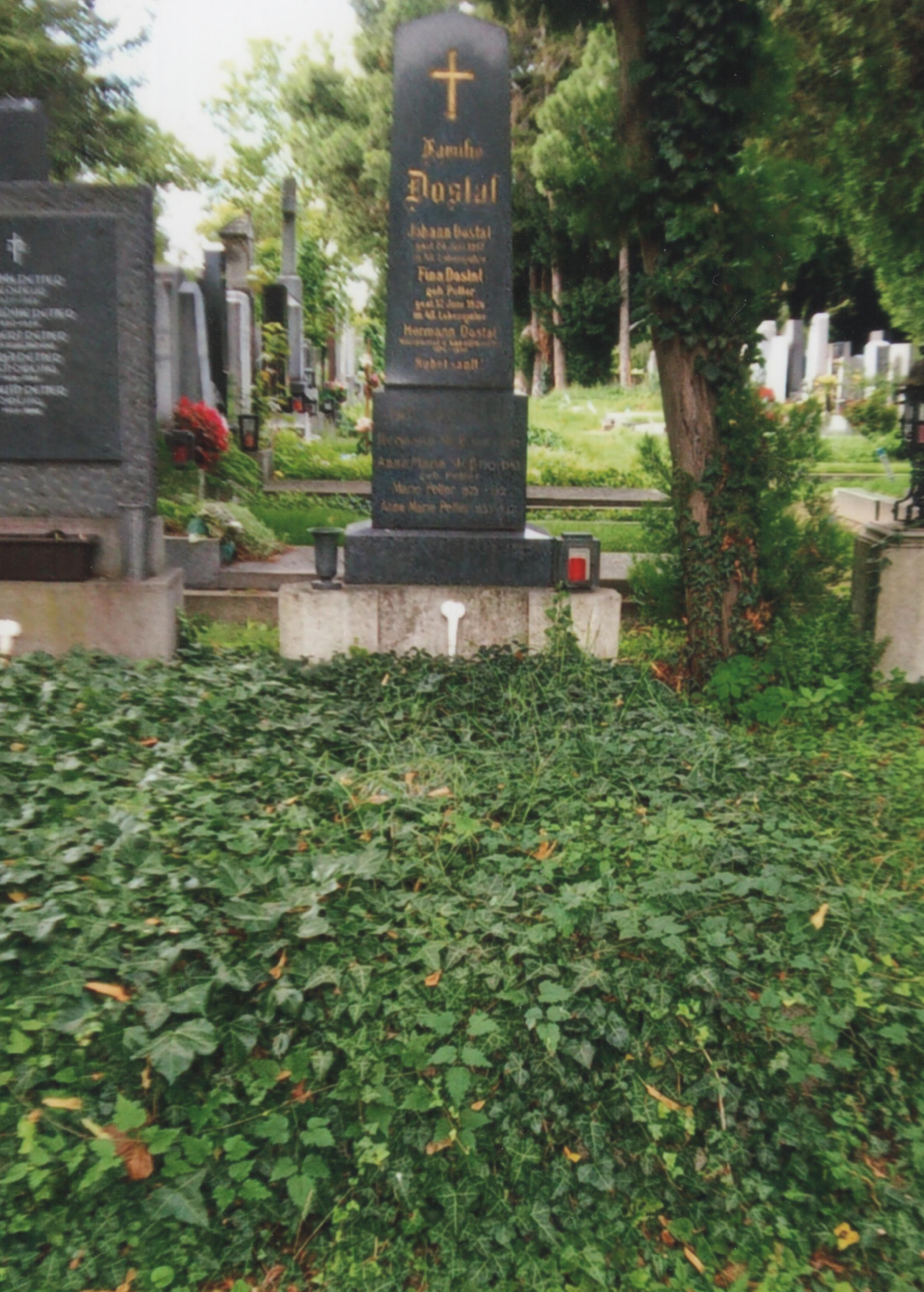
Grobowiec na Cmentarzu Centralnym w Wiedniu

Hermann Dostal (ur. 6 kwietnia 1874, zm. 20 grudnia 1930 w Wiedniu) – austriacki kompozytor i aranżer.
Jako syn muzyka wojskowego, również sam był kapelmistrzem w orkiestrach austriacko-węgierskich pułków piechoty na Węgrzech, Słowacji i południu Moraw. Służył w różnych kapelach wojskowych Austro-Węgier, między innymi u Franza Lehár, po którym w 1904 roku przejął orkiestrę 26. pułku piechoty. Hermann Dostal był wujem innego kompozytora, Nico Dostala. Pochowany jest na Cmentarzu Centralnym w Wiedniu.

## Dzieła
- „Eine göttliche Nacht” (1910) – burleska muzyczna, 1 akt, Julius Wilhelm
- „Das geborgte Schloss” (1911) – operetka, 3 akty, Carl Lindau/Georg Verö
- „Der fliegende Rittmeister” (1912) – operetka, 1 akt (zawiera słynny „Fliegermarsch”), Bela Jenbach/Leo Stein
- „Urschula” (1916) – burleska muzyczna, 3 akty, Jenbach/Wilhelm
- „Nimm mich mit!” (1919) – operetka, 3 akty, Heinrich Waldberg/Alfred Maria Willner (ponad 150 wykonań)
- „Graf Sandor” – 3 akty, Leopold Krenn/Lindau (wykonania nieznane)